# Gibt es ein Leben nach der Party?
Gibt es ein Leben nach der Party? (Originaltitel: Afterlife of the Party) ist eine US-amerikanische Filmkomödie von Stephen Herek. Die Hauptrollen werden von Victoria Justice, Midori Francis und Robyn Scott gespielt. Der Film wurde am 2. September 2021 weltweit auf Netflix veröffentlicht.

## Handlung
Die gesellige Draufgängerin Cassie und die ruhige Lisa sind seit der Kindheit die besten Freundinnen. In Cassies Geburtswoche zerstreiten sich die Freundinnen jedoch und Cassie stirbt bei einem unerwarteten Unfall. Nach ihrem Tod trifft sie ihre Betreuerin Val von der sie erfährt, dass sie sich im Übergang zwischen Himmel und Hölle befindet. Um es in den Himmel zu schaffen, muss Cassie innerhalb von fünf Tagen ihre letzten Verpflichtungen bei ihren Eltern, Sofia und Howie, und ihrer besten Freundin Lisa erfüllen. Außerdem erfährt sie, dass mittlerweile ein Jahr seit ihrem Tod vergangen ist.
Lisa ist die einzige, die Cassie als Geist sehen kann. Cassie und Lisa können sich mit der Zeit versöhnen und Cassie hilft Lisa dabei, eine Beziehung zu Maxa aufzubauen. Lisa wiederum kann Cassie bei der Erfüllung ihrer Verpflichtungen helfen. Cassie erkennt, warum ihre Mutter Sofia damals wirklich gegangen ist und kann ihr verzeihen. Ihr Vater Howie ist seit dem Tod ein Schatten seiner selbst und kann mit Cassies Hilfe wieder neues Lebensglück finden. Am Ende erkennt Cassie, dass sie nicht nur andern geholfen hat, sondern dass sie durch Lisa und ihre Eltern auch selber mit ihrem Tod abschließen kann. Am Ende darf Cassie in den Himmel und trifft ihr großes Idol Koop, der ebenfalls in den Himmel kommt.

## Synchronisation
Die deutschsprachige Synchronisation entstand unter der Dialogregie von Dorothee Muschter durch die Synchronfirma FFS Film- & Fernseh-Synchron in Berlin.
| Rolle  | Darsteller         | Synchronsprecher   |
| ------ | ------------------ | ------------------ |
| Cassie | Victoria Justice   | Franziska Trunte   |
| Lisa   | Midori Francis     | Muriel Bielenberg  |
| Val    | Robyn Scott        | Silvia Mißbach     |
| Max    | Timothy Renouf     | Tim Schwarzmaier   |
| Howie  | Adam Garcia        | Oliver Siebeck     |
| Sofia  | Gloria Garcia      | Susanne von Medvey |
| Emme   | Myfanwy Waring     |                    |
| Koop   | Spencer Sutherland | Amadeus Strobl     |

## Produktion
Im Oktober 2020 wurde bekanntgegeben, dass Victoria Justice und Midori Francis die Hauptdarstellerinnen in  Gibt es ein Leben nach der Party? sein werden. Die Dreharbeiten fanden vom 21. Oktober bis zum 6. Dezember 2020 in Kapstadt, Südafrika statt.

## Rezeption
Der Film erreichte in der Veröffentlichungswoche den ersten Platz der Netflix-Charts. Laut Netflix wurde der Film in der Veröffentlichungswoche über 26 Millionen Stunden gestreamt.

## Soundtrack
Der Soundtrack erschien am 2. September 2021 in Deutschland. Folgende Songs beinhaltet der Soundtrack:
1. Blush - Spencer Sutherland
2. Drive - Spencer Sutherland
3. Home - Spencer Sutherland und Victoria Justice
4. One Look - Spencer Sutherland
5. Score Suite - Spencer Sutherland